# Lorenza Izzo
Lorenza Francesca Izzo Parsons (Santiago, Chile, 19 de septiembre de 1989) es una actriz, modelo y actriz de voz chilena, conocida por sus participaciones en películas como Aftershock, Knock Knock y Once Upon a Time in Hollywood.

## Biografía
Tiene 19 años de diferencia con su madre, la modelo Rosita Parsons. Sobre el hecho de ser su hija y sobrina de la también modelo Carolina Parsons, dice que la asociación no la disminuye: «Me muero de la risa, al contrario, me enorgullezco de ellas. Si te lo demuestras a ti misma no tienes por qué preocuparte de eso».[cita requerida]
En 2007 viajó a Estados Unidos, donde cursó un taller de actuación en la prestigiosa Academia de Lee Strasberg en Nueva York.
En 2010 debutó en el cine con la película titulada Instrucciones para mi funeral, cinta de egreso de la Escuela de Cine UDD dirigida por Sebastián Radic.
Siendo estudiante de periodismo y modelo, se integró a esta producción, y dijo en La Tercera: «Estudio periodismo para complementar mis actividades. En estos momentos el modelaje me sirve para ganar algunas luquitas, el apellido lo he aprovechado mucho. Pero te puedo asegurar que lo que me mata es la actuación».
En 2011 Rosita Parsons y Lorenza fueron invitadas al Fashion Week en São Paulo. Allí conoció a Gisele Bundchen, y escogieron a Lorenza para que fuera rostro de Colcci, de la que es rostro Bundchen. Rosita contó en terra.cl que su hija "causó tanto furor, algo que yo nunca he visto en mi vida y sobre la base de eso se ha ido construyendo la relación y ahora es ya la culminación en que se lanza oficialmente en Chile, como Colcci." La presentación de Izzo como rostro de Colcci se realizó en el Hotel W. con una gran fiesta.
Actuó en la película Qué pena tu boda, secuela de la película Qué pena tu vida, ambas dirigidas por Nicolás López. El director explicó el por qué eligió a Lorenza para el papel de Lucía: «Sabía de su existencia y daba perfecto para el personaje por su look. Estudió teatro en Nueva York, y estudió para hacer cine». En 2014 empezó a rodar su película Knock Knock en Santiago de Chile junto con Keanu Reeves y Ana de Armas a las órdenes del director Eli Roth.
En noviembre de 2014 se casó en la playa de Zapallar con el director Eli Roth, con quien vivió posteriormente en Los Ángeles, California. Ambos anunciaron su separación en julio de 2018.

## Filmografía

### Películas
| Año  | Película                            | Papel             | Director            |
| ---- | ----------------------------------- | ----------------- | ------------------- |
| 2010 | Instrucciones para mi funeral       | Olimpia Lira      | Nicolas Radic       |
| 2011 | Qué pena tu boda                    | Lucía Edwards     | Nicolás López       |
| 2012 | Qué pena tu familia                 | Lucía Edwards     | Nicolás López       |
| 2013 | Aftershock                          | Kylie             | Nicolás López       |
| 2013 | The Green Inferno                   | Justine           | Eli Roth            |
| 2013 | Sex Ed                              | Pilar             | Isaac Feder         |
| 2014 | The Stranger                        | Ana               | Guillermo Amoedo    |
| 2015 | Knock Knock                         | Génesis           | Eli Roth            |
| 2016 | Holidays                            | Jean              | Adam Egypt Mortimer |
| 2018 | The House with a Clock in Its Walls | Mrs. Barnavelt    | Eli Roth            |
| 2018 | Life Itself                         | Elena             | Dan Fogelman        |
| 2019 | Once Upon a Time in Hollywood       | Francesca Cappuci | Quentin Tarantino   |
| 2019 | Where We Go from Here               | Iris              | Anthony Meindl      |
| 2021 | Women Is Losers                     | Celina            | Lissette Feliciano  |

### Televisión
| Año  | Serie                          | Papel           | Canal    | Notas               |
| ---- | ------------------------------ | --------------- | -------- | ------------------- |
| 2013 | Hemlock Grove                  | Brooke Bluebell | Netflix  | 2 episodios         |
| 2013 | I Am Victor                    | Lena Engles     | NBC      | Telefilme           |
| 2016 | Feed the Beast                 | Pilar Herrera   | NBC      | 10 episodios        |
| 2017 | Dimensión 404                  | Val Hernández   | Hulu     | Episodio: "Impulse" |
| 2018 | Casual                         | Tathiana        | Hulu     | 6 episodios         |
| 2020 | Penny Dreadful: City of Angels | Santa Muerte    | Showtime | 8 episodios         |
| 2021 | Hacks                          | Ruby            | HBO Max  |                     |

## Premios y nominaciones
| Año  | Premio              | Categoría            | Trabajo           | Resultado |
| ---- | ------------------- | -------------------- | ----------------- | --------- |
| 2011 | Copihue de Oro      | Modelo de Televisión | Ella misma        | Nominada  |
| 2014 | BloodGuts UK Horror | Mejor Actriz         | The Green Inferno | Nominada  |